# Werner Krabs
Werner Krabs (* 25. April 1934 in Hamburg-Altona; † 6. März 2017) war ein deutscher Mathematiker und Professor am Fachbereich Mathematik der TU Darmstadt.

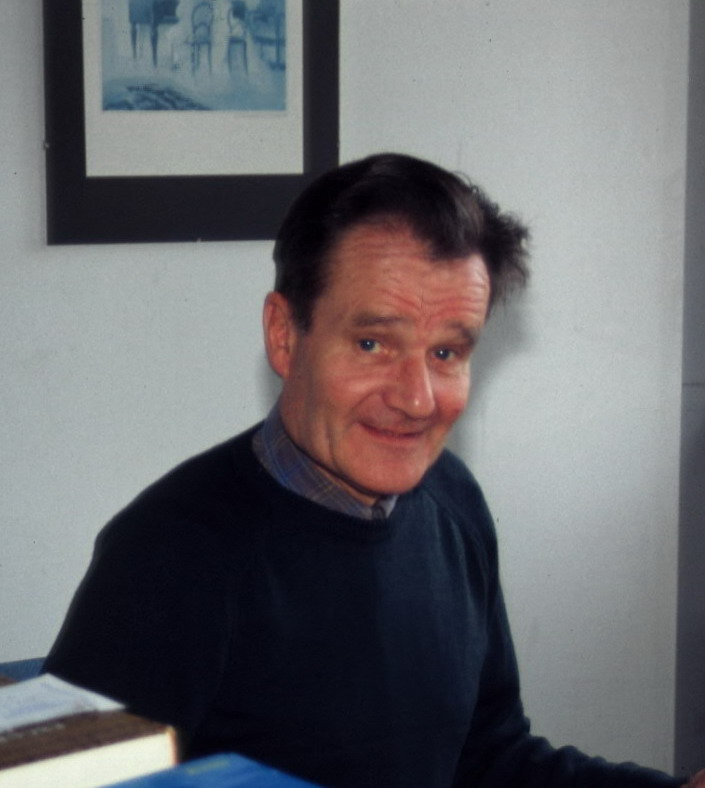
Werner Krabs, TU Darmstadt 1996

## Wissenschaftliche Laufbahn
1963 wurde Werner Krabs an der Universität Hamburg von Lothar Collatz promoviert mit der Dissertation Einige Methoden zur Lösung des diskreten, linearen Tschebyscheff-Problems.
Werner Krabs wurde 1972 an die TU Darmstadt berufen. Am Fachbereich Mathematik gehörte er der Arbeitsgruppe „Approximation und Kontrolltheorie“ an. Schwerpunktmäßig arbeitete er auf den Gebieten Numerik und optimale Steuerung von physikalischen Vorgängen, insbesondere im Bereich zeitdiskreter Steuerungen. Des Weiteren beschäftigte er sich mit Operations Research und Spieltheorie.
Krabs hat zahlreiche Diplomarbeiten und etliche Doktorarbeiten betreut. Einige seiner Schüler wurden selbst Professoren.
Krabs hat in seinem Fachgebiet etliche Bücher veröffentlicht.
Von 1979 bis 1981 war er Vizepräsident der TU Darmstadt. Ferner war er zwei Mal Dekan, mehrfach Prodekan und hat sich in der hochschulpolitischen Arbeit in verschiedenen Gremien engagiert. Von 1995 bis 1999 war er Sprecher der Interdisziplinären Arbeitsgruppe Naturwissenschaft, Technik und Sicherheit (IANUS).
Im September 1999 wurde Krabs in den Ruhestand verabschiedet. Er engagierte sich aber auch weiterhin in der Lehre.

## Sportliche Aktivitäten
Werner Krabs war auch begeisterter Sportler. Seine sportliche Karriere in Leichtathletik begann er im Alter von 14 Jahren. Sein erstes Sportabzeichen erreichte er im Alter von 19 Jahren. Im Jahr 2015 erreichte er im Alter von 80 Jahren sein 60. Sportabzeichen. Auch als Übungsleiter war er mehr als 40 Jahre lang in seinem Sportverein aktiv.

## Schriften
- Werner Krabs: Spieltheorie – Dynamische Behandlung von Spielen. Vieweg+Teubner Verlag, 2005, ISBN 3-519-00523-9 (Inhaltsverzeichnis [abgerufen am 17. März 2017]).
- Werner Krabs, Stefan Wolfgang Pickl: Analysis, Controllability and Optimization of Time-Discrete Systems and Dynamical Games (= Lecture Notes in Economics and Mathematical Systems. Band 529). Springer-Verlag, 2003, ISBN 3-540-40327-2, ISSN 0075-8442 (Inhaltsverzeichnis [abgerufen am 17. März 2017]).
- Werner Krabs: Dynamische Systeme: Steuerbarkeit und chaotisches Verhalten. Vieweg+Teubner Verlag, Stuttgart Leipzig 1998, ISBN 3-519-02638-4 (Inhaltsverzeichnis [abgerufen am 17. März 2017]).
- Werner Krabs: Mathematische Modellierung – Eine Einführung in die Problematik. Vieweg+Teubner Verlag, 1997, ISBN 3-519-02635-X (Inhaltsverzeichnis [abgerufen am 17. März 2017]).
- Werner Krabs (Hrsg.): On Moment Theory and Controllability of One-Dimensional Vibrating Systems and Heating Processes (= Lecture Notes in Control and Information Sciences. Band 173). Springer, 1992, ISBN 3-540-55102-6, ISSN 0170-8643 (Inhaltsverzeichnis [abgerufen am 17. März 2017]).
- Werner Krabs: Mathematical foundations of signal theory (= Sigma Series in Applied Mathematics). Heldermann Verlag, 1994, ISBN 3-88538-406-X.
- Werner Krabs: Optimal control of undamped linear vibrations (= Research and exposition in mathematics. Band 22). Heldermann, Lemgo 1995.
- Werner Krabs: Einführung in die lineare und nichtlineare Optimierung für Ingenieure. Softcover reprint of the original 1st ed. 1983. Teubner, 2012, ISBN 978-3-519-02952-6.
- Werner Krabs: Einführung in die Kontrolltheorie (= Die Mathematik). Wissenschaftliche Buchgesellschaft, Darmstadt 1978.
- Werner Krabs: Optimierung und Approximation (= Teubner Studienbücher Mathematik). Vieweg+Teubner Verlag, 1975, ISBN 3-519-02055-6, ISSN 1615-3405.
- Lothar Collatz, Werner Krabs: Approximationstheorie – Tschebyscheffsche Approximation mit Anwendungen (= Teubner Studienbücher Mathematik). Vieweg+Teubner Verlag, 1973, ISBN 3-519-02041-6, ISSN 1615-3405 (Inhaltsverzeichnis [abgerufen am 17. März 2017]).